# リンカーンを殺した男
『リンカーンを殺した男』（リンカーンをころしたおとこ、Killing Lincoln）は、2013年のアメリカ合衆国の伝記ドラマテレビ映画である。ナショナルジオグラフィックチャンネルで2013年2月17日に放送された2時間の政治ドキュドラマである。トム・ハンクスがナレーターとホストを務め、ビリー・キャンベルが第16代アメリカ合衆国大統領のエイブラハム・リンカーン、ジェシー・ジョンソンが暗殺者のジョン・ウィルクス・ブースを演じた。『バンド・オブ・ブラザース』のエリック・ジェンドレセンが脚本と製作総指揮、エイドリアン・モートが監督、リドリー・スコット、トニー・スコット、クリストファー・G・コーウェン、マーク・ヘルツォーク、メアリー・リシオ、デヴィッド・W・ザッカー、テリー・ワインバーグがプロデューサーをそれぞれ担当した。
本作の企画段階で死去したトニー・スコットの追悼記念として放送された。平均で340万人が視聴し、そのうち統計では25歳から54歳の視聴者が100万人だった。これはナショナルジオグラフィックで2005年8月に放送された『インサイド 9/11』の300万人を抜く高視聴率である。
日本ではナショナルジオグラフィックチャンネルにて『リンカーン大統領暗殺の真相』というタイトルで120分枠の字幕版と60分枠に短縮した吹替版が放送され、後に20世紀フォックス ホーム エンターテイメント ジャパンから現在のタイトルでDVDが発売された。

## キャスト
- エイブラハム・リンカーン - ビリー・キャンベル（日本語吹替：石塚運昇）
- ジョン・ウィルクス・ブース - ジェシー・ジョンソン（英語版）（日本語吹替：平田広明）
- メアリー・トッド・リンカーン - ジェラルディン・ヒューズ（英語版）
- ジェームズ・R・タナー（英語版） - カム・ダブロウスキー
- ロバート・トッド・リンカーン - ブレット・ダルトン
- エドウィン・スタントン - グレアム・ベッケル（英語版）
- クララ・ハリス（英語版） - エレノア・パーキンソン
- エドマンド・スパングラー（英語版） - トッド・フレッチャー
- ジョン・W・ニコルズ - ショーン・パイフロム
- クロフォード - ジョナサン・チャイカヴスキー
- チャールズ・リール（英語版） - マット・ハックマン
- アルバート・フリーマン・アフリカヌス・キング（英語版） - マイク・ホームズ
- ハリー・ホーク - ヴィンス・ナッポ
- ウィリアム・ベル - ランス・レモン
- デヴィッド・ケロッグ・カーター - エド・イースターリング
- ナレーター/ナビゲーター - トム・ハンクス（日本語吹替：江原正士）

※日本語吹替：初回放送2013年4月21日 ナショナルジオグラフィックチャンネル版（DVD未収録）

## スタッフ
- 監督：エイドリアン・モート
- 脚本：エリック・ジェンドレセン（英語版）
- 原作：ビル・オライリー、マーティン・ドゥガード（英語版） 『Killing Lincoln』
- 製作：リドリー・スコット、トニー・スコット、クリストファー・G・コーウェン、エイドリアン・モート
- 製作総指揮：マーク・ヘルツォーク、エリック・ジェンドレセン、メアリー・リシオ、ビル・オライリー、ハワード・T・オーウェンズ（英語版）、チャーリー・パーソンズ（英語版）、リドリー・スコット、トニー・スコット、テリー ・ ワインバーグ、リチャード・J・ウェルズ、デヴィッド・W・ザッカー
- 撮影監督：ジェレミー・ベニング
- プロダクションデザイナー：リチャード・ブランケンシップ
- 編集：スティーヴ・ポリヴカ
- 衣裳デザイン：エイミー・アンドリュース
- 音楽：デヴィッド・バックリー（英語版）

## 製作
2012年1月、ビル・オライリーがナショナルジオグラフィックチャンネルで放送が予定される自身のベストセラー小説『Killing Lincoln: The Shocking Assassination That Changed America Forever』を原作とした2時間ドキュメンタリーのエグゼクティブ・プロデューサーになることがアナウンスされた。さらにトニー&リドリー・スコット兄弟がプロデューサーとして参加することになった。
主要撮影は2012年7月16日にバージニア州リッチモンドで始まった。このときビリー・キャンベルがリンカーン大統領を演じることが発表された。2012年8月19日、プロデューサーを務めていたトニー・スコットが自殺し、本作は彼に捧げられることになった。
2012年9月13日、トム・ハンクスが本作のホストとナレーター、歴史解説者を担当することが発表された。